# رینن
رینن (به هلندی: Rhenen) یک منطقهٔ مسکونی در هلند است که در استان اوترخت واقع شده‌است. رینن ۴۳ متر بالاتر از سطح دریا واقع شده‌است.